# Гастарбајтер
Гастарбајтер (  — „гостујући радник”) је име за стране раднике који су шездесетих и седамдесетих година организовано дошли у Немачку на привремени рад као део програма за довод привремених страних радника у Немачку. 
Након Другог светског рата, привреда Западне Немачке је доживела нагли пораст. Након подизања Берлинског зида, настала је несташица неквалификоване радне снаге која је до тада долазила из Источне Немачке. Из тог разлога, Западна Немачка је шездесетих година 20. века склопила више радних уговора са земљама као што су Италија (1955), Шпанија (1960), Грчка (1960), Турска (1961), Мароко (1963), Португалија (1964), Тунис (1965) и Југославија (1968). Профил просечног гастарбајтера био је млад, неквалификован мушкарац, који је био добро плаћен са свим бенефицијама које су имали и немачки радници, али од кога се такође очекивало да се након извесног броја година проведених на раду у Немачкој, врати кући.